# مهيار (شهرضا)
مهيار هي قرية في مقاطعة شهرضا، إيران. عدد سكان هذه القرية هو 1,362 في سنة 2006.